# Bakki József
Bakki József (Jászberény, 1940. március 19. – Szolnok, 1981. december 30.) zeneszerző, főiskolai tanár.

## Élete
1953 és 1958 között a budapesti Bartók Béla Zeneművészeti Szakközépiskolában tanult, 1958 és 1963 között a Liszt Ferenc Zeneművészeti Főiskola hallgatója volt. 1959-től 1964 zongoratanár volt a jászberényi Palotássy János Zeneiskolában, majd 1964 és 1974 között a budapesti Liszt Ferenc Zeneművészeti Főiskolán tanársegéd, majd 1974-től haláláig mint adjunktus dolgozott. A Magyar Kodály Társaság alapító-, valamint a Liszt Ferenc Társaság rendes tagja volt.

## Emlékezete
Szülővárosában, Jászberényben utca viseli a nevét.

## Művei
- Fülemüle (egyfelvonásos vígopera, Arany János–Urbán Gy. verseire)
- Zongoraverseny
- Töredék (kb. 55 dal József Attila verseire négy sorozatban)
- „Az Ősz szerelmei” (kantáta Ady Endre verseire)
- Három hangverseny motetta; Quartett (fuvolára és vonósokra)
- Népdalfeldolgozások (Arany János gyűjteményéből)
- Dalok és áriák (Illyés Gyula verseire)
- „Sospiri e gridi” (fuvolára és ütőkre)
- „Harangok” (ciklus zongorára)
- „Hangok a láp fölött” (szoprán szólóra, London, 1974)
- „Pas de deux” (klarinétra és ütőhangszerekre, Sydney, 1976)